# Bernhard Schmidt

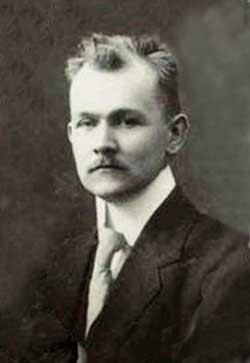
Bernhard Schmidt

Bernhard Schmidt (Naissaar, 30 maart 1879 - Hamburg, 1 december 1935) was een in astronomische optiek gespecialiseerde opticus. Naar hem is de Schmidtcorrector genoemd, en de daarop gebaseerde Schmidt-Cassegraintelescoop, ook bekend als Schmidtcamera of Schmidtspiegel.
In zijn jeugd verloor hij bij het spelen met buskruit zijn rechterhand. Ondanks deze handicap blonk hij niet alleen uit in theoretische kennis, maar ook in het vervaardigen van perfecte lenzen en spiegels.
Hij werkte aanvankelijk in Mittweida. Naast het vervaardigen van verschillende grote spiegels voor astronomische instrumenten werd hij ook betrokken bij het verbeteren van bestaande optiek. Zo kwam hij ook in contact met de sterrenwacht in Hamburg, waar hij tot 1926 werkte als vrije medewerker.
In Hamburg slaagde hij erin, een volledig nieuwe spiegeltelescoop te bouwen, die thans bekendstaat als de Schmidtspiegel, Schmidttelescoop of Schmidtcamera. Vanwege zijn grote beeldhoek en zijn zeer goede beeldkwaliteit tot in de hoeken van de beeldplaat, raakte deze Scmidtcamera in gebruik in de astrofotografie. Mogelijk was dit succes mede te danken aan het feit dat Schmidt ervan afzag om voor zijn briljante uitvinding octrooi aan te vragen.

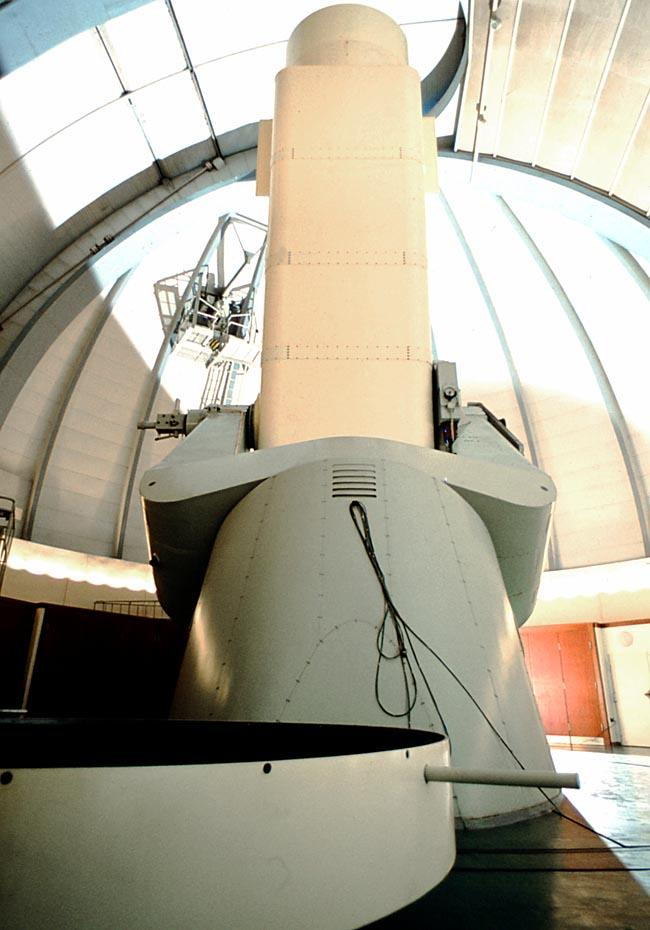
De Alfred-Jenschtelescoop, de grootste Schmidttelescoop ter wereld

Schmidt gebruikte voor de naar hem vernoemde spiegeltelescopen een combinatie van een sferische spiegel en een dunne refractieve correctieplaat, de zogenaamde Schmidtcorrector, die in het vlak door het krommingsmiddelpunt van de sferische spiegel werd geplaatst. Daarmee konden de nadelen van grote parabolische spiegels (klein beeldveld, moeilijk te vervaardigen) en van grote lenzentelescopen („doorhangen” van de grote, zware lenzen, secundair spectrum) worden vermeden.
Voor het maken van de extreem moeilijk te vervaardigen correctieplaat ontwikkelde en gebruikte Schmidt zijn eigen procedé: een planparallelle glasplaat wordt door middel van onderdruk gericht vervormd. In deze toestand wordt de plaat weer vlak resp. sferisch geslepen en gepolijst. Na het polijsten wordt de onderdruk weggenomen. De weinige micrometers afwijking van deze plaat ten opzichte van een planparallelle plaat zijn voldoende om de sferische aberratie en de coma van een sferische spiegel te corrigeren en zo diens grote beeldveld zonder afbeeldingsfouten te kunnen gebruiken. Daar de vervorming van de plaat door zijn eigen gewicht slechts indirect van invloed is op de afbeeldingskwaliteit, was het nu voor het eerst mogelijk, lichtsterke telescopen met een grote apertuur en dus een grote openingshoek te bouwen.
De asteroïde (1743) Schmidt is naar Schmidt vernoemd.

## Publicaties
- Ein lichtstarkes komafreies Spiegelsystem. in Centralzeitung für Optik und Mechanik 52 (1931) pag. 25-26,  en in de Mitteilungen der Hamburger Sternwarte in Bergedorf, deel. 7 Nr.36 (online-versie)